# Foghat
Foghat är en brittisk musikgrupp, mest känd för att spela boogierock och bluesrock, bildad i London 1971. Gruppen var mycket populär live och behöll sin popularitet fram till 1978 då punk och disco nådde stora framgångar. De nådde större popularitet i USA än i hemlandet Storbritannien och Europa. Foghat upplöstes 1984 men återförenades redan 1986.

## Karriär
Foghat bestod vid bildandet 1971 av Dave Peverett (sång, gitarr), Rod Price (leadgitarr), Tony Stevens (basgitarr) och Roger Earl (trummor). Stevens medverkade i gruppen fram till albumet Fool for the City 1975 som blev deras stora genombrott med singeln "Slow Ride" som nådde #20 på Billboard Hot 100-listan i USA. Även titelspåret på den skivan tillhör gruppens kändaste. Tony Stevens ersattes 1976 av Craig MacGregor. Med den sättningen spelades det relativt framgångsrika studioalbumet Night Shift in som innehöll den amerikanska singelhiten "Drivin' Wheel". Liveskivan Foghat Live från 1977 kom att bli deras mest framgångsrika skiva. Rod Price lämnade gruppen 1980, och MacGregor slutade 1983. Vid det laget hade de sin kommersiellt framgångsrika period bakom sig och gruppen upplöstes kort 1984. 
MacGregor och Earl återbildade gruppen igen 1986 med Eric Burgeson som sångare och Erik Cartwright som gitarrist. Efter ytterligare medlemsbyten kom de gamla medlemmarna Dave Peverett och Rod Price tillbaka igen och uppträdde med gruppen under större delen av 1990-talet. Peverett avled år 2000 till följd av cancer och Price dog 2005 då han föll i en trappa efter att ha fått en hjärtattack. Roger Earl har som ende originalmedlem fortsatt att uppträda med gruppen. Dess sättning från 2005 är Charlie Huhn (sång), Bryan Bassett (gitarr), Craig MacGregor (basgitarr) och Roger Earl (trummor).

## Medlemmar
Nuvarande medlemmar
- Charlie Huhn – gitarr, sång (2000 – )
- Bryan Bassett – gitarr (1999 – )
- Craig MacGregor – basgitarr (1976 – 1982, 1984, 1986 – 1987, 1991 – 1992, 2005 – )
- Roger Earl – trummor (1968 – 1984, 1986 – )

Tidigare medlemmar
- Dave Peverett – gitarr, sång (1968 – 1984, 1993 – 2000)
- Rod Price – gitarr (1968 – 1981, 1993 – 1999)
- Tony Stevens – basgitarr (1968 – 1975, 1999 – 2005)
- Nick Jameson – basgitarr (1975 – 1976, 1982 – 1983)
- Erik Cartwright – gitarr (1981 – 1984, 1986 – 1993)
- Kenny Aaronson – basgitarr (1983)
- Rob Alter – basgitarr (1983 – 1984)
- Eric Burgeson – gitarr, sång (1986 – 1989)
- Brett Cartwright – basgitarr (1987, 1988 – 1989)
- Jeff Howell – basgitarr (1987 – 1988, 1989 – 1991)
- Phil Nudelman – gitarr, sång (1989 – 1990)
- Billy Davis – gitarr, sång (1990 – 1993)
- Dave Crigger – basgitarr (1992 – 1993)

Bildgalleri

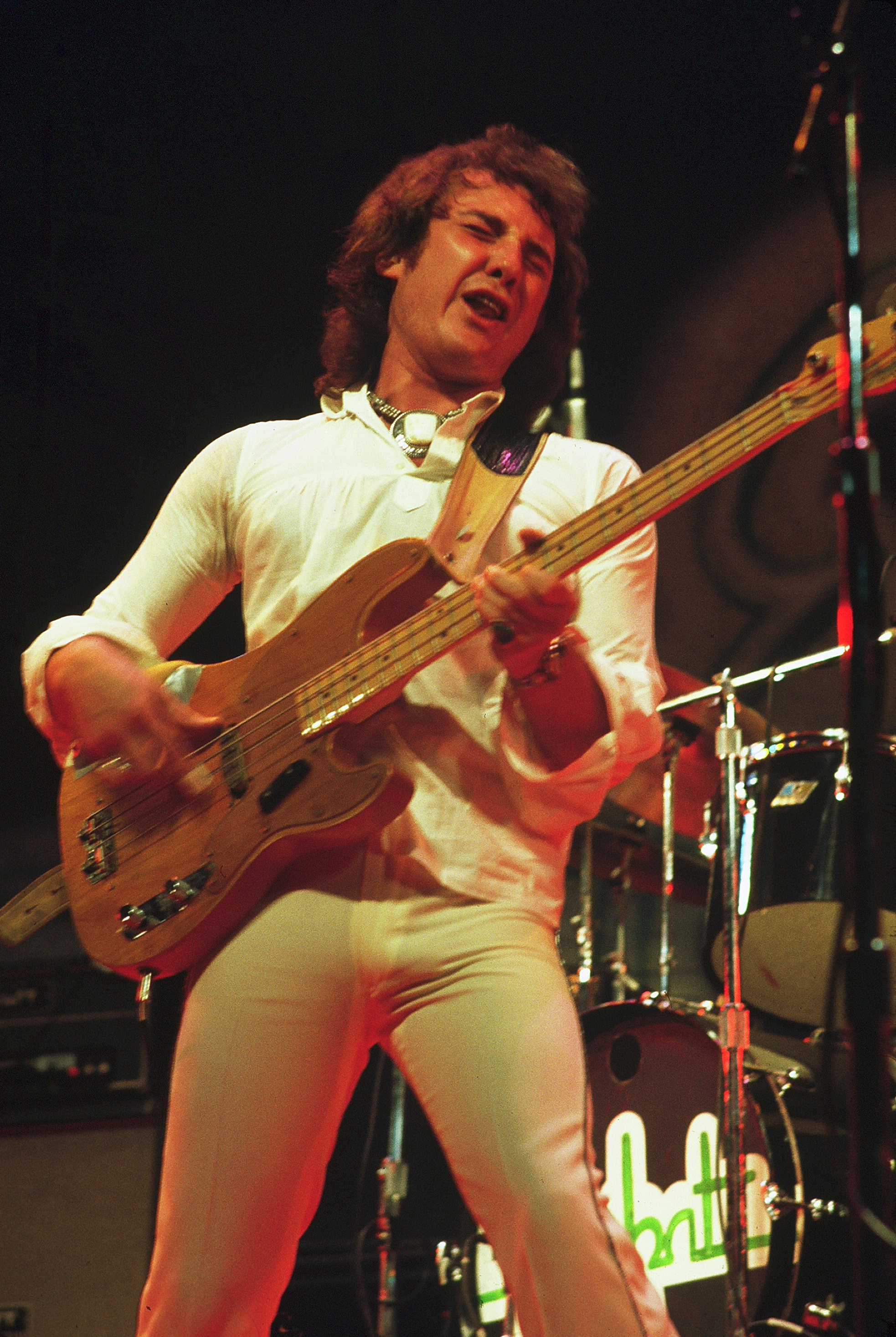
Tony Stevens 1973
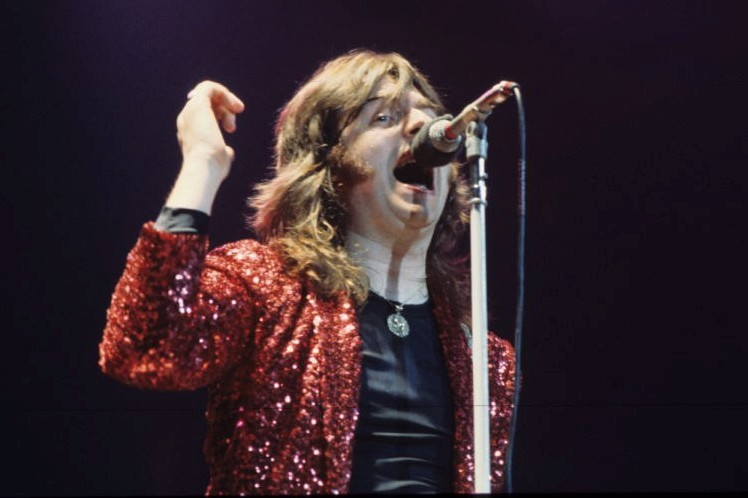
Dave Peverett
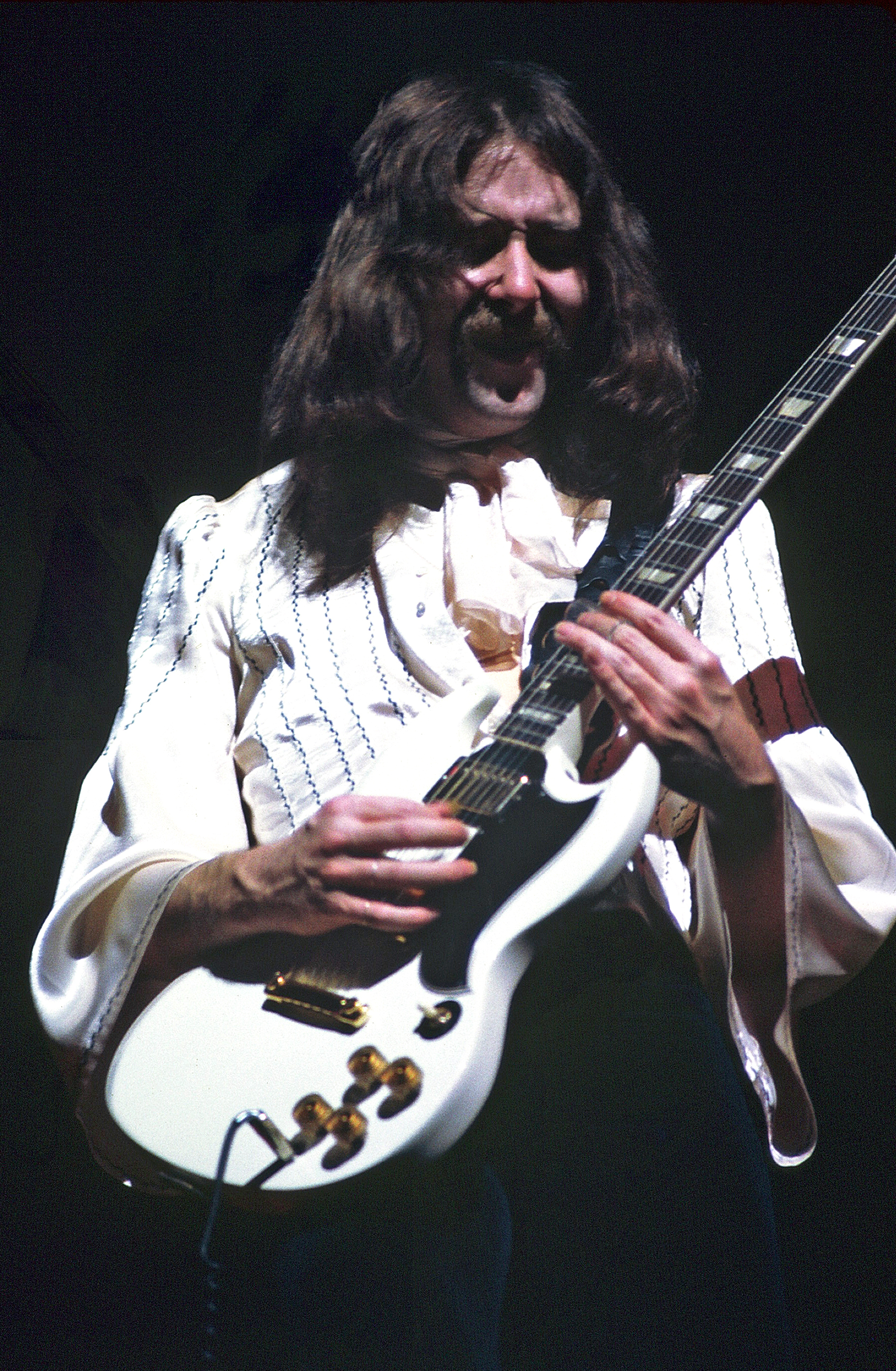
Rod Price 1973

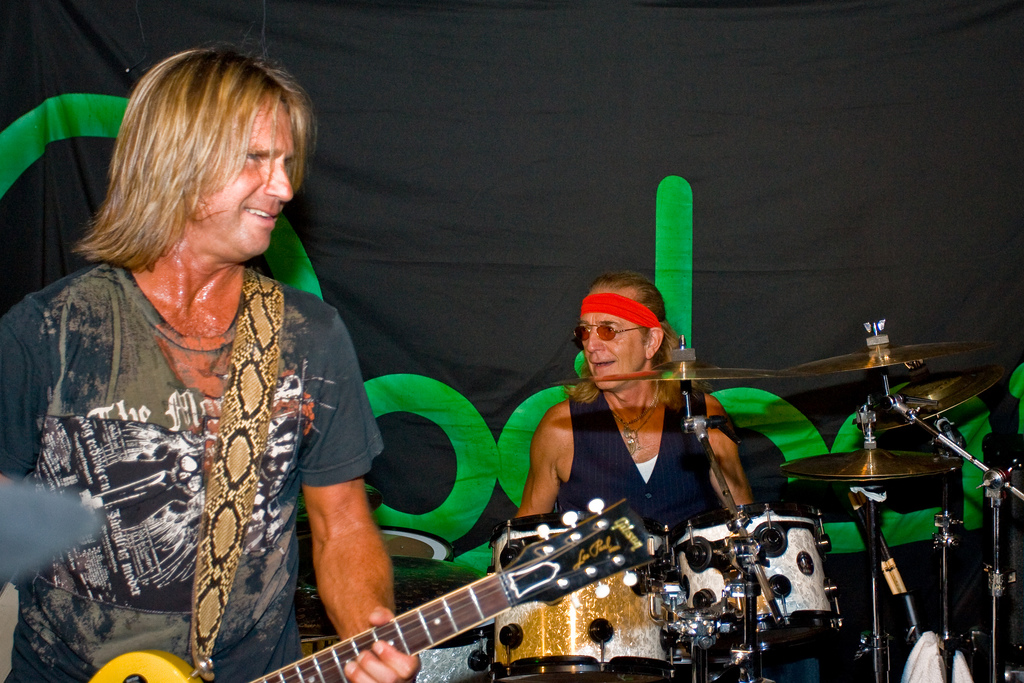
Foghat 2007
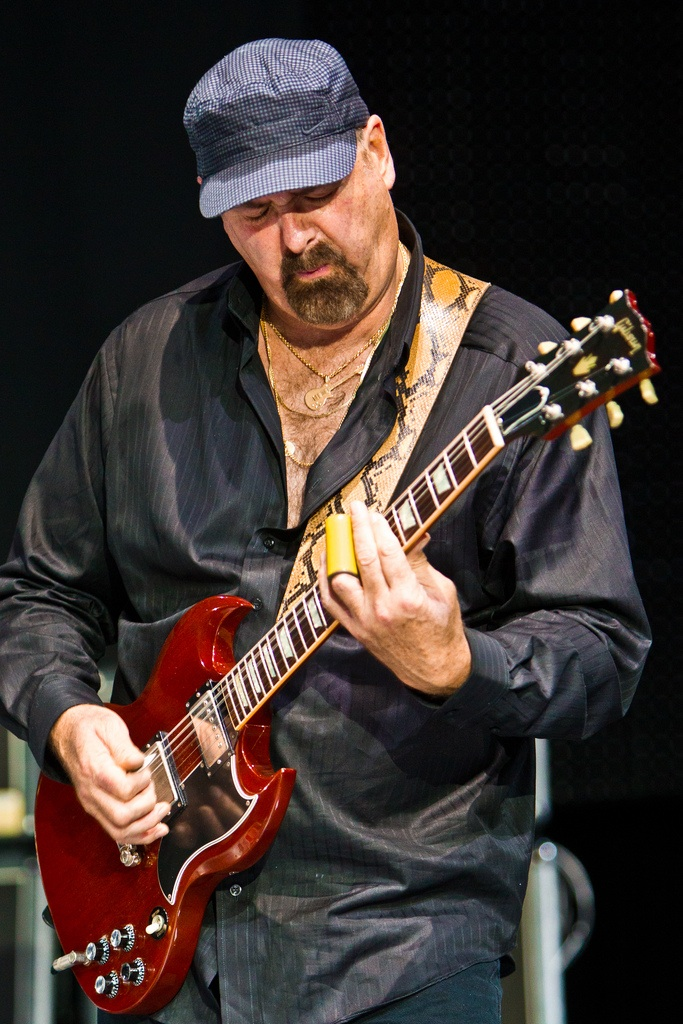
Bryan Bassett
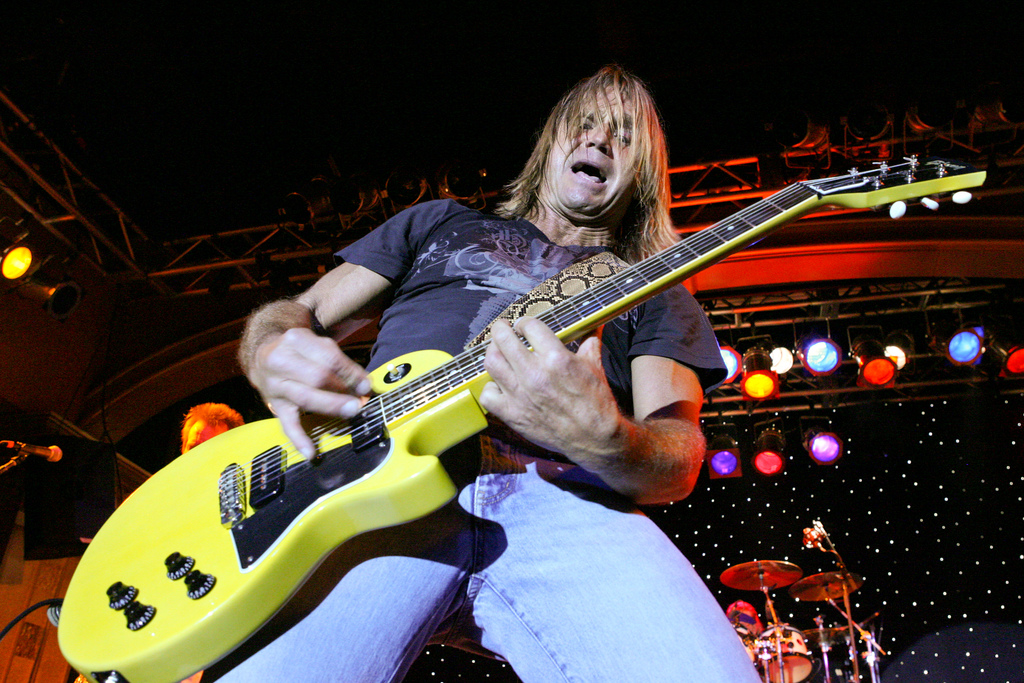
Charlie Huhn 2007

## Diskografi
Album
- Foghat (1972)
- Foghat (Rock and Roll) (1973)
- Energized (1974)
- Rock & Roll Outlaws (1974)
- Fool for the City (1975)
- Night Shift (1976)
- Foghat Live (1977)
- Stone Blue (1978)
- Boogie Motel (1979)
- Tight Shoes (1980)
- Girls to Chat & Boys to Bounce (1981)
- In the Mood for Something Rude (1982)
- Zig-Zag Walk (1983)
- The Return of the Boogie Men (1994)
- Live (Collectables) (2000)
- Family Joules (2003)
- Drivin' Wheel (Live 2005) (2007)
- Live II (2007)
- Live at the Blues Warehouse (2009)
- Back to the Fog (2009)
- Last Train Home (2010)
- Night Shift/Live (2010)
- Not Live at the BBC (2010)

Singlar
- "What a Shame" (1973)
- "Slow Ride" (1975)
- "Fool for the City" (1976)
- "Drivin' Wheel" (1976)
- "I'll Be Standing By" (1977)
- "I Just Want to Make Love to You" (Live) (1977)
- "Stone Blue" (1978)
- "Third Time Lucky (First Time I Was a Fool)" (1979)
- "Stranger in My Home Town" (1980)
- "Wide Boy" (1981)
- "Slipped, Tripped, Fell in Love" (1982)

Låten "Slow Ride" är med i TV-spelen GTA: San Andreas och Guitar Hero III.